# Полиция Токио (сериал)
«Полиция Токио» (англ. Tokyo Vice) — криминальный телесериал, основанный на одноименной книге 2009 года Джейка Адельштейна. Премьера первого сезона состоялась 7 апреля 2022 года на стриминговом сервисе HBO Max, а второго — 8 февраля 2024 года. В июне 2024 сериал был закрыт.

## Сюжет
Действие происходит в Токио конца 1990-х. Американский журналист Джейк Адельштейн поступает в крупную газетную компанию «Meicho Shimbun» и начинает расследовать различные происшествия в городе, в ходе одного из них он знакомится с миром якудза.

## В ролях
Основные персонажи
- Энсел Эльгорт — Джейк Адельштейн[англ.], американский журналист из Миссури. Чем дольше он остается, тем больше вникает в коррупцию захудалого преступного мира Токио, где все не такие, какими кажутся;
- Кэн Ватанабэ — Хирото Катагири, детектив отдела по борьбе с организованной преступностью. Является ключевой фигурой для Адельштейна, который помогает ему преодолеть тонкую и часто ненадежную грань между законом и организованной преступностью;
- Хидэаки Ито[яп.] — Дзин Миямото, детектив из отдела нравов и первый источник информации Адельштейна (1 сезон);
- Рэйчел Келлер — Саманта Портер, американская эмигрантка и бывшая мормонка-миссионер. Работает в хостес-клубе «Оникс» в районе Кабуки-тё, а позже открывает своё заведение.
- Сё Касамацу[яп.] — Акиро Сато, член банды Чихара-кай и куратор Саманты, тайно влюблённый в неё;
- Элла Румпф — Полина, эмигрантка из Восточной Европы, работает с Самантой в хостес клубе. Приехала в Токио для работы моделью, но была втянута в захудалую изнанку Кабуки-тё (1 сезон);
- Ринко Кикути — Эми Марюяма, руководительница Адельштейна и старшая журналистка. Составлена из различных коллег и руководителей, которые работали с реальным Адельштейном на протяжении его карьеры;
- Мики Мая[яп.] — Сёко Нагата, детектив, которая стремится окончательно искоренить организованную преступность в Токио (2 сезон);
- Ёсукэ Кубодзука[яп.] — Наоки Хаяма, недавно вышедший якудза из семилетнего заключения, назначенный заместителем Исиды в Чихара-кай (2 сезон).

Второстепенные
- Такаки Уда[яп.] — Джун «Модник» Курихара, коллега Джейка;
- Косукэ Танака — Макото «Тинтин» Синохара, коллега Джейка;
- Косукэ Тоёхара[яп.] — Баку, босс Джейка;
- Томохиса Ямасита — Акира, парень Полины из хостес-клуба;
- Сюн Сугата[яп.] — Хитоси Исида, лидер клана якудза Чихара-кай;
- Юдзин Номура[яп.] — Кобаяси, правая рука Исиды (1 сезон);
- Масаёси Ханеда[яп.] — Ёсихиро Куме, начальник Сато (1 сезон);
- Нобусигэ Суэмацу — Ген, член Чихара-кай;
- Коси Уэхара — Таро, член из Чихара-кай;
- Аюми Танида[яп.] — Синдзо Тодзава, лидер клана якудза, что конкурирует с Чихара-кай;
- Масато Хагивара[яп.] — Дюк, владелец клуба «Оникс» (1 сезон);
- Ноэми Накаи[яп.] — Луна, хостес клуба «Оникс» (1 сезон);
- Кадзуя Танабэ — Ябуки, член клана Тодзавы;
- Дзюндай Ямада — Мацуо, один из клиентов Саманты;
- Юка Итая — миссис Катагири, жена детектива Катагири;
- Сара Сойер — Джессика Адельштейн, сестра Джейка;
- Джессика Хект — Уилла Адельштейн, мать Джейка;
- Фумия Кимура — Кодзи;
- Нанами Каваками — Юки;
- Аюми Ито — Мисаки;
- Хироси Согабэ — Сугита;
- Мотоки Кобаяси — Укай Харуки

.

## Эпизоды
| Сезон | Серии | Серии | Даты показа    | Даты показа     | Даты показа |
| Сезон | Серии | Серии | Первая серия   | Последняя серия | Канал       |
| ----- | ----- | ----- | -------------- | --------------- | ----------- |
| 1     | 8     | 8     | 7 апреля 2022  | 28 апреля 2022  | HBO Max     |
| 2     | 10    | 10    | 8 февраля 2024 | 4 апреля 2024   | HBO Max     |

### Сезон 1 (2022)
| № общий | № в сезоне | Название                                           | Режиссёр       | Автор сценария      | Дата премьеры  | Зрители в США (млн) |
| ------- | ---------- | -------------------------------------------------- | -------------- | ------------------- | -------------- | ------------------- |
| 1       | 1          | «Тест» «The Test»                                  | Майкл Манн     | Джей Ти Роджерс     | 7 апреля 2022  | TBA                 |
| 2       | 2          | «Рыцарская ревизия» «Kishi Kaisei»                 | Джозеф Владыка | Карл Таро Гринфельд | 7 апреля 2022  | TBA                 |
| 3       | 3          | «Чтение воздуха» «Read The Air»                    | Джозеф Владыка | Артур Филлипс       | 7 апреля 2022  | TBA                 |
| 4       | 4          | «Я хочу, чтобы было так» «I Want It That Way»      | Хикари         | &Наоми Иидзука      | 14 апреля 2022 | TBA                 |
| 5       | 5          | «Все платят» «Everybody Pays»                      | Хикари         | Адам Штейн          | 14 апреля 2022 | TBA                 |
| 6       | 6          | «Информационный бизнес» «The Information Business» | Джозеф Владыка | Джессика Брикман    | 21 апреля 2022 | TBA                 |
| 7       | 7          | «Иногда они исчезают» «Sometimes They Disappear»   | Джозеф Владыка | Брэд Калеб Кейн     | 21 апреля 2022 | TBA                 |
| 8       | 8          | «Йошино» «Yoshino»                                 | Алан Пол       | Джей Ти Роджерс     | 28 апреля 2022 | TBA                 |

### Сезон 2 (2024)
| № общий | № в сезоне | Название                                                    | Режиссёр        | Автор сценария                     | Дата премьеры   | Зрители в США (млн) |
| ------- | ---------- | ----------------------------------------------------------- | --------------- | ---------------------------------- | --------------- | ------------------- |
| 9       | 1          | «Никогда, *****, не промахивайся» «Don't Ever F**king Miss» | Алан Пол        | Джей Ти Роджерс и Брэд Калеб Кейн  | 8 февраля 2024  | TBA                 |
| 10      | 2          | «Будь моим номером один» «Be My Number One»                 | Алан Пол        | Карл Таро Гринфельд                | 8 февраля 2024  | TBA                 |
| 11      | 3          | «Старый закон, новый поворот» «Old Law, New Twist»          | Джозеф Владыка  | Франсис Вольпе                     | 15 февраля 2024 | TBA                 |
| 12      | 4          | «Как новенький» «Like a New Man»                            | Джозеф Владыка  | Эшли Дарнелл                       | 22 февраля 2024 | TBA                 |
| 13      | 5          | «Болезнь профессии» «Illness of the Trade»                  | Такэси Фукунага | Адам Штейн                         | 29 февраля 2024 | TBA                 |
| 14      | 6          | «Я выбираю тебя» «I Choose You»                             | Такэси Фукунага | Энни Джулия Уилман и Джошуа Каплан | 7 марта 2024    | TBA                 |
| 15      | 7          | «Война дома» «The War at Home»                              | Ева Сёрхауг     | Брэд Калеб Кейн                    | 14 марта 2024   | TBA                 |
| 16      | 8          | «Благородный путь» «The Noble Path»                         | Ева Сёрхауг     | Артур Филлипс                      | 21 марта 2024   | TBA                 |
| 17      | 9          | «Последствия» «Consequences»                                | Джозеф Владыка  | Дженнифер Сильвермен               | 28 марта 2024   | TBA                 |
| 18      | 10         | «Эндшпиль» «Endgame»                                        | Джозеф Владыка  | Джей Ти Роджерс                    | 4 апреля 2024   | TBA                 |

## Производство

### Разработка
В 2013 году проект был задуман как фильм с Дэниелом Рэдклиффом в роли Адельштейна. В июне 2019 года проект был преобразован в телесериал, WarnerMedia заказала 10 эпизодов для потоковой трансляции на сервисе HBO Max. Энсел Эльгорт стал одним из исполнительных продюсеров сериала, а режиссёром — Дестин Дэниел Креттон. В октябре 2019 года Майкл Манн стал режиссёром пилотного эпизода. Манн также будет исполнительным продюсером сериала.

### Кастинг
Энсел Эльгорт также был выбран на главную роль. В сентябре 2019 года к актёрскому составу присоединился Кен Ватанабе. В феврале 2020 года к актёрскому составу присоединились Одесса Янг и Элла Румпф. В марте 2020 года было объявлено, что к актёрскому составу присоединилась Ринко Кикучи, и что съемки начались в феврале в Токио. В октябре 2020 года Рэйчел Келлер заменила Янг.

### Съемки
Съемки сериала начались 5 марта 2020 года в Токио, но через шесть дней были остановлены из-за пандемии COVID-19. Работа возобновилась 26 ноября 2020 года и завершилась 8 июня 2021 года. Производство второго сезона началось в ноябре 2022 года в Токио и завершилось в августе 2023 года.

## Премьера
Премьера состоялась 7 апреля 2022 года на стриминговом сервисе HBO Max. Компания BBC начала показ сериала в Великобритании в ноябре 2022 года на канале BBC One, при этом все эпизоды будут доступны в течение шести месяцев на сервисе BBC iPlayer.

## Критика
На сайте Rotten Tomatoes сериал имеет рейтинг 85 % основанный на 60 отзывах, со средней оценкой 7.6/10. Консенсус критиков гласит: «главный герой „Полиции Токио“ — наименее интересный элемент, но интриги преступного мира Японии и правдоподобие обстановки создают соблазнительный кусочек нео-нуара».